# أوبريت يا أمتي

لقطات لبعض الفنانين من الأوبريت

يا أمتي هو أوبريت غناني شارك فيه العديد من نجوم الغناء العربي حيث يحاكي مأساة الشعب الفلسطيني والدعوة للتعاطف والتضامن معهم أنتج عام 2000

## نبذة عن العمل
كتب كلماته الشاعر عبد الرحمن الأبنودي ولحنه الدكتور جمال سلامة وقام بالتوزيع الموسيقي له عماد عاشور وأخرجه محمد العجمي
دعمه رجل الأعمال السعودي الأمير الوليد بن طلال بن عبد العزيز رئيس مجلس إدارة شركة المملكة القابضة وعرض على شاشة art الموسيقى وكافة قنوات شبكة راديو وتلفزيون العرب تم بعدها توزيع العمل على جميع الفضائيات العربية مجانا

## كلمات الأوبريت
- صابر الرباعي ساعة ما يرتفع الندا تلاقينا خارجين للفدا ايماننا بالله والوطن نوره يبان من المدى
  -     -       - احنا الجنود حرب وسلام احنا اللي بنشق الظلام احنا اللي زاحفين للأمام يفديكي أصغر اخوتي يا أمتي الفنانة ريم المحمودي مِدُّوا الأيادي إيد في إيد في الظَّلمة ينبت أحلى عيد وكل م العيد ينتهي ينبت في ليله أحلى عيد
      - آه يا بلاد الأنبيا مهد العروبة والضيا بدي أقول للعالمين لسه حاتبدأ قصتي يا أمتي عبد الله الرويشد يعلا على جدرانك السمرا صوت الأدان... مجروح وبتدق أجراس الكنايس فوق بتدق... وألقي السما بتنوح
      - ياللي دمعك سطور باكيه في كتاب مفتوح ياللي صوتك أنين بيجي ساعات ويروح
      - بيرفرف العلم على ابنك المدبوح ويرفرف الألم ع الدم لما يفوح
      - كل الأمة جسد يا قدس... وانتي الروح يا قدس... انتي الروح يا قدس... انتي الروح الفنان فضل شاكر على الخرايط توسع المسافات بين القلوب البعد زي القرب على الخرايط... تبعد الأوطان تصبح وطن واحد... في لحظة حب
      - يا أعز أمة في الوجود نور الفرح لازم يعود ولا سلك شايك... ولا حدود يوقفوا عطر الورود ويقتلوا حريتي يا أمتي سميرة سعيد دق النور على باب الحياه ويدخل ليكي من كل اتجاه رسالات الرسل نزلت في أرضك يا أرضي اللي رضى عنها الإله
      - بلاد النور ومهد الإنسانية تفيض بالنور على الدنيا اللي جايه ولو ظلم البشر طوّل شويه يخشى النور إذا تتلفتي يا أمتي علي عبد الستار لحظة ما بنقرب لبعض كل الأيادي بتبقى يد كل الأراضي بتبقى أرض ياللي انتي حبك دين وفرض
      - في الدم ينبت العلم ونطيب على ضي الألم البسمة ترجع من جديد على شفتك وشفتي يا أمتي رجاء بلميح مهما العدو قام يعتدي احنا بتاريخك نهتدي ساعة المحن يا أمتي بتقربي وتتوحدي
      - من الخليج للأطلسي ولا أي حد يتنسي نرسم على صدر الوجود هويتك... وهويتي يا أمتي الفنان محمد الحلو حمام القدس بيرفرف عليَّا وينزل فوق كتافي وفوق ايديا معذب والدموع في عينيه تحكي تقول... الدم عمره ما يبقى ميّه
      - حمام القدس عود ثاني لمكانك انا اللي ابني محمد... مات عشانك حاجي لك يومها خطوه تنادي خطوه وحاسقيك يومها بدموع فرحتي يا أمتي علي بن محمد يا أمتي من وين أجيب القول وهم ما خلولي قول أحكيه أنا اللي مهما فتحت قلبي أقول ما أقدر أنقِّص شي من اللي فيه
      - يا أمتي إحنا الشباب الزين إحنا ثوارك وانتي نور العين يعني أجيب للحب قول من وين أنا صمتي هو كلمتي يا أمتي عبد المجيد عبد الله يهل هلالك العالي المغني واتطلع اليكي غصب عني تاريخك ألهم القلب ابتسامته أنا صوتك وانتي حته مني
      - أنا ابنك... والحياه أفديك بيها وسيرتك عايشه بيا وعشت بيها حياتي بشكوكها والحلو اللي فيها هدية... زي اسمي وضحكتي يا أمتي ذكرى وعمر ما رياح الزمن دخلت وطن وسابت وطن يا أمتي نفس المصير لاننا نفس البدن
      - يهدينا ماضينا القديم من أجل مستقبل عظيم وازاي أواجه الزمن لوحدي من غير اخوتي يا أمتي نوال الكويتية تحبك روحي يا أرض العروبة تحبك عيني يا... ضيِّ النهار آجي لك من بلاد الغربة هارب فؤادي... قبل مني... للديار أنا ياللي بدمايا أنتمي لك خذي دمي يضوِّي قلب ليلك وعمر ما روحي تشبع من هديلك وانتي ذكرياتي ف دنيتي يا أمتي نوال الزغبي يا زارعه الفجر في عز الليالي يهون لأجلك يا غاليه كل غالي أحبك قد قلبي ما يتسع لك يا أمه... ياللي طاللة من العلالي ساعات الجرح بيداوي جراحي وألاقي خلف عتماتك صباحي تاريخك في ضمير الدنيا صاحي وهو اللي بيكتب قصتي يا أمتي مدحت صالح تكتب تاريخك... خطوتك ترسم حدودك... صحوتك تبني صروحك... همتك تعلي رايتك... كلمتك يا أمتي نميل على ميلكده احنا نجوم ليلك انتي شعاع الشمسواحنا... مواويلك أغلى وأحن أم ساعة الألم... تضم أنسى الألم وأقوم وتعلا ضحكتي يا أمتي كورال حره... وحتعودي في يوم حره يا قدس... يا أنشودة الصابرين وتهل شمس النصر... يا صابره وتكبّري من تاني في حطين زاحفه بجيوش النصر على بكره في خطوتك مليون صلاح الدين وحتبتتا محمد الدرة والثورة يبقى اسمها فلسطين الطفل مينا كرم «بدور الشهيد محمد الدرة» يا مسجدي الأقصى يا مسجدي الأقصى وطني هنا وديني ودموع محبيني والكون بحاله شاف الدم على توبي والدمع في عيوني
      - أنا شعلة الثورة أنا شموس بكرة شهيد واسمي يا ناس محمد الدرة محمد الدرة محمد الدرة =

## الفنانون المشاركون
- عبد المجيد عبد الله، من  السعودية
- عبد الله الرويشد، نوال الكويتية من  الكويت
- علي بن محمد (مغني)، ريم المحمودي من  الإمارات العربية المتحدة
- علي عبد الستار من  قطر،
- مدحت صالح ،غادة رجب ، محمد الحلو من  مصر
- نوال الزغبي ، فضل شاكر من  لبنان
- ذكرى ، صابر الرباعي من  تونس،
- سميرة سعيد ،رجاء بلمليح من  المغرب.